# のぞみ証券
のぞみ証券株式会社（のぞみしょうけん、英: Nozomi Securities Co., Ltd.）は、かつて存在した日本の証券会社。
2011年（平成23年）にむさし証券に吸収合併され、消滅した。

## 沿革
- 1922年（大正11年）8月 - 創業。
- 1942年（昭和17年）9月 - 株式会社福山商店設立。
- 1944年（昭和19年）3月 - 福山証券株式会社に商号変更。
- 1949年（昭和24年）4月 - 東京証券取引所正会員となる。
- 1987年（昭和62年）4月 - 大阪証券取引所正会員となる。
- 2000年（平成12年）11月 - のぞみ証券株式会社に商号変更。
- 2004年（平成16年）6月 - 委員会等設置会社へ移行。
  - 10月 - 投資顧問業登録。
- 2009年（平成21年）6月 - 監査役会設置会社へ移行。
- 2010年（平成22年）12月 - 本社を兜町に移転。
- 2011年（平成23年）7月 - 明和證券に事業の一部を譲渡。
  - 8月 - むさし証券に吸収合併。

## 加入取引所
- 東京証券取引所 （総合取引参加者）
- 大阪証券取引所 （取引参加者）